# Kellie Pickler
 (septembre 2009).
Kellie Dawn Pickler (née le 28 juin 1986) est une chanteuse américaine de musique country et une personnalité de télévision. Elle est connue pour avoir participé à la cinquième saison d'American Idol, terminant à la sixième place.
En 2006, elle a signé chez BNA Records en tant qu'artiste, réalisant son premier album, Small Town Girl. À ce jour, elle en a vendu plus de 906 000 exemplaires. L'album, qui sera certifié disque d'or, contient trois singles qui se sont classés dans le Billboard Hot Country Songs ; Red High Heels # 15, I Wonder # 14, et Things That Never Cross a Man's Mind # 16.
Le premier single extrait de son deuxième album sera Don't You Know You're Beautiful. Il est sorti en 2008 et s'est classé dans le top 25. Le second single, Best Days of Your Life, qu'elle a coécrit avec Taylor Swift, a été son plus grand succès en se classant dans le top 10.
En 2013, elle remporte Dancing with the Stars 16.

## Biographie

### Jeunesse
Pickler est né à Albemarle, en Caroline du Nord, de Cynthia Morton et Clyde « Bo » Raymond Pickler, Jr. Sa mère l'abandonna alors que Kellie n'avait que 2 ans. Elle revint plus tard et obtint la garde pendant deux ans, mais le tribunal renvoya la jeune fille chez ses grands-parents vers ses 12 ans, son père étant en prison pendant son enfance. Elle fut donc principalement élevée par ses grands-parents.
Pickler fut diplômé en 2004 de la North Stanly High School de New London, Caroline du Nord. Elle était pom-pom girl et reine de beauté.

### American Idol
Kellie Pickler a auditionné à l'âge de 19 ans pour American Idol à l'automne de 2005 à Greensboro, en Caroline du Nord. Elle a chanté deux chansons, de Kelly Clarkson Since U Been Gone et Martina McBride A broken wing. Les juges l'ont sélectionnée et envoyée à Hollywood. Kellie Pickler a atteint les demi-finales en Février. Le 9 mars, elle a atteint le Top 12.
Kellie Pickler a été parmi les favoris du juge Simon Cowell. Il avait prédit qu'elle serait dans les trois derniers, et dit qu'il lui a préférée à la gagnante de la saison précédente, Carrie Underwood. Reconnue pour son « étonnante » personnalité et son charme du Sud, Kellie Pickler a attiré l'attention sur des spectateurs en disant qu'elle ne s'était pratiquement jamais produite devant un public réel. Elle a été comparée à Jessica Simpson dans un article du magazine américain Weekly intitulé « Kellie: The Next Jessica Simpson », en raison de son style du sud et son attitude « innocente ». Pickler a plusieurs fois déclaré qu'elle n'était pas fortement exposée à la culture pop moderne.

#### Performances et résultats
| Semaine #          | Thème                   | Chanson choisie                    | Artiste original  | Résultat |
| ------------------ | ----------------------- | ---------------------------------- | ----------------- | -------- |
| Top 24 (12 femmes) | N/A                     | How Far                            | Martina McBride   | Sauvée   |
| Top 20 (10 femmes) | N/A                     | Something to Talk About            | Bonnie Raitt      | Sauvée   |
| Top 16 (8 femmes)  | N/A                     | I'm the Only One                   | Melissa Etheridge | Sauvée   |
| Top 12             | Stevie Wonder           | Blame It on the Sun                | Stevie Wonder     | Sauvée   |
| Top 11             | Les années 1950         | Walkin' After Midnight             | Patsy Cline       | Sauvée   |
| Top 10             | Chansons du 21e siècle  | Suds in the Bucket                 | Sara Evans        | Sauvée   |
| Top 9              | La musique country      | Fancy                              | Reba McEntire     | Sauvée   |
| Top 8              | Queen                   | Bohemian Rhapsody                  | Queen             | Sauvée   |
| Top 7              | Great American Songbook | Bewitched, Bothered and Bewildered | Frank Sinatra     | Sauvée   |
| Top 6              | Les chansons d'amour    | Unchained Melody                   | Al Hibbler        | Éliminée |

### Carrière professionnelle

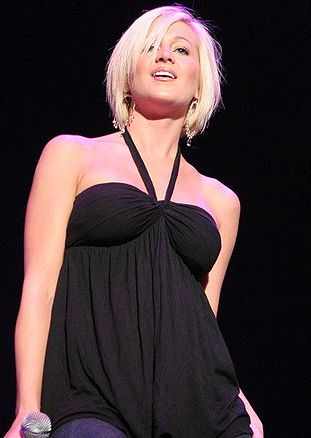
Kellie Pickler sur scène en 2007.

Après son élimination, elle est apparue dans de nombreux spectacles et d'émissions de télévision, interprétant la chanson Walkin 'After Midnight' dans certaines de ses apparitions.
Pickler est allée chercher des inspirations à Nashville, Tennessee. Le 17 juillet 2006, elle signe un contrat chez BNA Records.
Son premier single, Red High Heels, est sorti le 13 septembre 2006, suivi de son vidéoclip, publié le 20 octobre de cette même année. Il a été classé no 1 au GAC Top 20 Countdown en février et a été récompensé comme « Meilleur Nouvel Artiste Vidéo » au Prix Vidéo CMT.
Son premier album, Small Town Girl, est sorti le 31 octobre 2006, faisant partie des Country Top Albums et s'est classé à la neuvième place du Billboard Top 200, en s'étant vendu à plus de 79 000 exemplaires lors de sa première semaine.  L'album comprend cinq chansons coécrites avec les auteurs, Chris Lindsey, Aimee Mayo et Karyn Rochelle.
Son deuxième single I Wonder, est une chanson personnelle sur sa relation avec sa mère absente, Cynthia Morton. Elle a ensuite fait la première partie du concert Bonfires & Amplifiers de Brad Paisley d'avril à octobre 2007. Elle est également apparue dans le clip Online de Paisley.
En septembre 2007, Kellie Pickler a publié une version de Santa Baby dans une compilation pour Noël. Un mois plus tard, au prix ASCAP à Nashville, elle a reçu un prix en tant que coauteur-compositeur de son premier single Red High Heels. Elle a réalisé son deuxième single, I Wonder, au prix de l'AMC 2007. Pendant le spectacle, elle fut envahie par l'émotion et eut visiblement du mal à terminer la chanson, pour finalement éclater en sanglots. La performance a reçu une ovation debout. Elle a également été nommée pour le Prix Horizon.  Cette performance lui a valu de recevoir 3 CMT au mois d'avril suivant.
En novembre 2007, Kellie Pickler a participé à une édition célébrité de l'émission Are You Smarter Than a Fifth Grader?, jouant pour les organismes de bienfaisance de son choix (Croix-Rouge américaine et le Grandparenting Program de l'AARP). À la question Budapest est la capitale de quel pays européen ?, elle a répondu : « Cela pourrait être une question stupide… je pensais que l'Europe était un pays… » Elle a ajouté : « Je sais qu'ils parlent français là-bas, n'est-ce pas ? Est-ce que la France est un pays ? ». Quand Jeff Foxworthy, l'animateur de l'émission, lui a dit que la réponse était la Hongrie (en précisant « Hungary like I'm hungry » [sic]), elle a dit : « Hungry ? c'est un pays ? j'ai entendu parler de la Turquie (turkey), mais La Hongrie (hungry), je n'en ai jamais entendu parler. »
Lors de sa tournée USO, premier concert en Irak, Kellie Pickler a rencontré quelques personnes originaires de Budapest, en Hongrie, qui lui ont remis un drapeau de leur pays.
Alors que Things That Never Cross a Man's Mind a été l'ascension du palmarès country (pour se classer finalement no 16), Kellie Pickler retourne en studio pour enregistrer son deuxième album studio de 19 Recordings / BNA Records. Elle interprète le premier single, Don't You Know You're Beautiful à l'ACM Awards, le 18 mai 2008 et reçoit un bon retour du public. Elle a été proposée pour les « Meilleures interprètes féminines » mais le prix est allé à une de ses meilleures amies Taylor Swift.
Don't You Know You're Beautiful est sorti en radio en juin 2008 et s'est classé à la 21e place du top 25. Son deuxième auto-album, Kellie Pickler, est sorti le 30 septembre 2008, se classant au top de la musique country ainsi que no 9 du Billboard 200, en vendant plus de 43 000 exemplaires lors de sa première semaine, aussi bien que son premier album, Small Town Girl.
Le 12 novembre 2008, Kellie Pickler a créé le meilleur second single de son album, Days of Your Life, une chanson qu'elle a coécrit avec Taylor Swift, une de ses meilleures amies. Elle a également été proposée pour New Artist of the Year pour la deuxième année consécutive, mais elle a perdu face à Lady Antebellum.
Best Days of Your Life a fait ses débuts à la radio en novembre 2008 à la 56e place. La chanson est montée très lentement au palmarès pour devenir sa première chanson à entrer dans le Top 10 des Hot Country Songs. Après près de 40 semaines sur la liste, la chanson a atteint la 9e place en août 2009.
Kellie Pickler a été proposée pour « Female Video Of The Year » à l'édition 2009 CMT Music Awards pour Don't You Know You're Beautiful, battant étonnamment Carrie Underwood au total des voix. Elle a perdu une nouvelle fois face à son amie Taylor Swift.  Elle a également présenté le prix du « USA Weekend Breakthrough Video Of The Year » Idol Randy juge Jackson.
Kellie Pickler a accompagné son amie Taylor Swift pour la première étape de son Tour Fearless 2009. En juin, elle a lancé sa toute première tournée de concerts pour la promotion de son album.
Didn't You Know How Much I Loved You, un ré-enregistrement du premier album de Pickler, Small Town Girl, sera diffusé le 31 août 2009, comme le troisième single de son deuxième album.
Entre mars et mai 2013 elle participe à l'émission Dancing with the Stars saison 16. Elle a pour partenaire, le chorégraphe et danseur Derek Hough. Tous deux sont déclarés couple vainqueur au bout des 10 semaines de compétitions. Derek Hough avait déjà remporté avec Brooke Burke (saison 7), Nicole Scherzinger (saison 10) et Jennifer Grey (saison 11).

### Vie privée
Son père, qu'elle décrit comme un alcoolique et toxicomane, a purgé une peine de prison de trois ans, neuf mois à la prison d'État de Floride pour agression et coups et blessures après une bagarre au couteau.  Il a été libéré le 6 mai 2006, une semaine après son élimination de l'émission American Idol.
Sa mère a été accusée à plusieurs reprises de signer des chèques sans provision et a été condamnée en 1988 pour avoir présenté une fausse ordonnance de Valium au Wal Albemarle-Mart, où elle travaillait.  Les parents de Kellie ont divorcé le lendemain de son deuxième anniversaire. Un an plus tard, en juillet 1989, sa mère a disparu. Quand son père fut incarcéré, Kellie alla vivre chez ses grands-parents, à l'extérieur de Albemarle, à 45 miles au nord-est de Charlotte. En 1992, sa mère est retournée à Albemarle, mais elle n'était que rarement en contact avec sa fille Kellie. Mais en mars 1995, comme Bo Pickler était en prison pour vol à main armée, sa mère obtint la garde. Kellie était en CM1. « Elle a obtenu ma garde pendant deux ans », a déclaré Kellie dans une interview en février à l'hebdomadaire britannique The Observer. « Pendant cette période, j'ai subi de sa part des maltraitances physiques et mentales. » Dans un rapport du tribunal de 1997, les grands-parents de Kellie ont déclaré que sa mère avait déménagé à Union County et qu'elle était dure avec elle. Le tribunal a rendu la garde aux grands-parents. Sa mère a disparu à nouveau et Kellie n'a pas entendu parler d'elle depuis. Dans un entretien accordé à NBC en avril 2006, Kellie a déclaré : « Il y a une chose qui est très importante dans la vie, c'est que nous apprenons à pardonner aux autres. Je demande chaque jour à Dieu de me pardonner mes péchés et les choses que j'ai mal faites. Et qui suis-je si je ne pardonne pas aux autres pour ce qu'ils ont fait ? » dit Kellie. « Je lui ai pardonné. C'est vrai que je ne lui ai pas parlé depuis des années et je ne la reconnaîtrais probablement pas si je la voyais. Mais c'est ma mère et c'est une personne. Dieu nous dit d'aimer tout le monde. Et je l'aime. C'est ma mère. »
Le 26 février 2007, Kellie rencontra son « idole » personnelle et son inspiration la plus forte en la personne de Dolly Parton, la superstar de la musique country. La rencontre surprise fut arrangée par le président de Sony BMG Nashville Joe Galante.
En 2007, Kellie Pickler avait une relation avec Jordin Tootoo, un des joueurs des Predators de Nashville et elle rendit visite à sa famille dans le Nunavut, au Canada. Plus tard dans l'année, ils se séparèrent.
Une des meilleures amies de Kellie fut Summer Miller qu'elle rencontra quand elles étaient jeunes espoirs du spectacle. Elle est aussi une amie proche de Carrie Underwood, la gagnante de la quatrième saison de American Idol, de la chanteuse de Country Pop Taylor Swift avec qui elle a écrit le second single Best Days of Your Life, de sa colocataire de l'American Idol Katharine McPhee, dont elle fut le témoin de mariage en 2008, ainsi que de l'auteur de chanson Aimee Mayo.
En juin 2008, elle a rejoint son amie proche Carrie Underwood, végétarienne de longue date, en renonçant à manger de la viande. Kellie Pickler a dit qu'elle avait, mais une pub télé montrant que Pamela Anderson l'avait fait pour PETA, un organisme de protection des animaux a piqué sa curiosité. « Une nuit que je n'arrivais pas à dormir et que j'étais en train de faire des recherches sur internet au hasard et je suis tombé sur PETA. J'ai regardé toutes les videos et j'ai pensé que c'était horrible. C'est de la cruauté envers les animaux. Beaucoup d'entre elles montrent ce qui arrive aux animaux et ça m'a vraiment dérangée et je ne veux plus manger de viande. » En mai 2009, Kellie Pickler a remporté le titre de « Végétarienne la plus sexy du monde », décerné par PETA.
Kellie Pickler a déclaré qu'elle était fan de NASCAR. Elle a chanté à la Orbitz 300, l'ouverture de la saison 2007 NASCAR Busch Series. En 2008, elle a participé au NASCAR Food Lion Street 600 Festival, un événement d'un week-end précédant le Coca-Cola 600 de 2008.
Le 23 juin 2010, Kellie Pickler a annoncé qu'elle s'était fiancée avec son ami, l'auteur de chanson de Nashville Kyle Jacobs qui lui avait demandé sa main le 15 juin, le jour de l'anniversaire de sa grand-mère, sur une plage, au coucher de soleil, après deux ans et demi de relation. Kyle a coécrit deux chansons de son deuxième album : One Last Time et Going Out in Style.

#### Philanthropie
Kellie Pickler a effectué une visite au Salon des Vacances USO sur la base aérienne de Kandahar (décembre 2008).
Kellie soutient activement St. Jude Children's Research Hospital, pour lequel elle aide à recueillir des fonds et où elle rend visite aux enfants. Elle participe également à des événements caritatifs pour aider à recueillir des fonds pour divers organismes. Elle a donné un concert le 12 novembre 2006 pour aider à récolter des fonds pour la « PROMESSE NC enfance » au bénéfice du Centre hospitalier pour enfants, le 16 décembre 2006 pour aider à réparer les dommages que l'ouragan Katrina a causé au NFL Youth Education Villes Boys & Girls Club de La Nouvelle Orléans,  elle est allée rendre visite au St. Jude Children's Research Hospital le 12 janvier 2007, et à l'école élémentaire Pennington le 1er février 2007. « Quand vous êtes en mesure de redonner à vos communautés et des organismes comme St. Jude, c'est une très bonne chose », a déclaré Kellie Pickler. « Ce fut une expérience formidable, et j'encourage tout le monde à le faire. »
Kellie Pickler a participé à des enchères en ligne d'artistes de Country et de Western pour une récolte de fonds organisée par Mario Magro : « Kiss for a Cause Fondation Celebrity Auction » qui s'est déroulée en juin 2007, en faveur des enfants orphelins et abandonnés. Cet événement a mis aux enchères les empreintes de lèvres de célébrités et leur signature imprimée à l'intérieur de sacs à main Crystal Le Coop de Mario Magro à la 42e remise des prix annuelle de l'Académie de musique Country.
Elle a participé à trois tournées USO. La première, fin 2007 début 2008, l'a emmenée en Irak;  la seconde, en décembre 2008, comprenait des étapes en Allemagne, en Afghanistan, en Irak, au Kosovo et en Angleterre. En janvier 2010 Kellie s'est rendue en Irak et au Koweït au cours d'une tournée de 10 jours avec Randy Houser et Jamey Johnson. Les trois stars de la Country ont joué sur des bases du front de la zone de guerre et le son des armes à feu les a accompagné toutes les nuits.
Au début du mois d'août 2009 Kellie Pickler a participé à l'émission de ABC « Extreme Makeover » : La reconstruction de la maison de la famille de James Terpenning à Beavercreek dans l'Ohio. Kellie a aidé à la reconstruction et donné un concert gratuit dans leur nouvelle maison.

## Discographie

### Albums
- 2006 : Small Town Girl
  - 1/ Red High Heels (3:42)
  - 2/ Gotta Keep Moving (3:31)
  - 3/ Things That Never Cross A Man's Mind (3:09)
  - 4/ Didn't You Know How Much I Loved You (4:07)
  - 5/ I Wonder (3:57)
  - 6/ Small Town Girl (4:25)
  - 7/ Wild Ponies (4:14)
  - 8/ Girls Like Me (3:47)
  - 9/ I'm On My Way (4:35)
  - 10/ One Of The Guys (3:27)
  - 11/ My Angel (3:19)
- 2008 : Kellie Pickler
  - 1/ Don't You Know You're Beautiful (3:16)
  - 2/ I'm Your Woman (2:56)
  - 3/ Rocks Instead Of Rice (3:19)
  - 4/ Didn't You Know How Much I Loved You (4:45)
  - 5/ Lucky Girl (2:30)
  - 6/ One Last Time (3:25)
  - 7/ Best Days Of Your Life (3:46)
  - 8/ Somebody To Love Me (4:19)
  - 9/ Makin' Me Fall In Love Again (3:25)
  - 10/ Going Out In Style (3:37)
  - 11/ Anything But Me (3:40) - BONUS
  - 12/ Don't Close Your Eyes (4:00) - BONUS
  - 13/ Happy (3:40) - BONUS
- 2012 : 100 Proof
  - 1/ Where's Tammy Wynette (2:42)
  - 2/ Unlock That Honky Tonk (3:38)
  - 3/ Stop Cheatin' On Me (2:48)
  - 4/ Long As I Never See You Again (3:44)
  - 5/ Tough (2:48)
  - 6/ Turn On The Radio And Dance (3:12)
  - 7/ Mother's Day (3:40)
  - 8/ Rockaway (The Rockin' Chair Song) (3:04)
  - 9/ Little House On The Highway (3:13)
  - 10/ 100 Proof (3:46)
  - 11/ The Letter (To Daddy) (2:06)
- 2013 : The Woman I Am
  - 1/ Little Bit Gipsy (3:06)
  - 2/ Ring For Sale (3:24)
  - 3/ Buzzin' (3:28)
  - 4/ The Woman I Am (3:02)
  - 5/ Closer To Nowhere (3:24)
  - 6/ Selma Drye (3:49)
  - 7/ I Forgive You (3:32)
  - 8/ Bonnie And Clyde (3:10)
  - 9/ Where Did Your Love Go (3:51)
  - 10/ No Cure For Crazy (2:56)
  - 11/ Tough All Over (3:29)
  - 12/ Someone Somewhere Tonight (4:09)

### Singles
- 2006 : Red High Heels
- 2007 : I Wonder
- 2007 : Things That Never Cross a Man's Mind
- 2008 : Don't You Know You're Beautiful
- 2008 : Best Days of Your Life
- 2009 : Didn't You Know How Much I Loved You
- 2011 : Tough
- 2013 : Someone Somewhere Tonight
- 2013 : Little Bit Gipsy

## Récompenses / Nominations
| Année | Récompense                                            | Award                                                                    | Résultat |
| ----- | ----------------------------------------------------- | ------------------------------------------------------------------------ | -------- |
| 2009  | CMT Music Awards                                      | Vidéo d'une artiste féminine de l'année: Don't You Know You're Beautiful | Nommée   |
| 2008  | CMT Music Awards                                      | Breakthrough Video of The Year: I Wonder                                 | Gagné    |
| 2008  | CMT Music Awards                                      | Tearjerker Video of The Year: I Wonder                                   | Gagné    |
| 2008  | CMT Music Awards                                      | Performance of The Year: I Wonder @ CMA Awards                           | Gagné    |
| 2008  | Academy of Country Music Awards                       | Meilleure révélation féminine de l'année                                 | Nommée   |
| 2008  | Country Music Association Awards                      | Meilleure révélation de l'année                                          | Nommée   |
| 2008  | American Society of Composers, Authors and Publishers | Songwriter award pour I Wonder                                           | Gagné    |
| 2007  | CMT Music Awards                                      | Breakthrough Video of The Year: 'Red High Heels                          | Nommée   |
| 2007  | Academy of Country Music Awards                       | Meilleure révélation féminine de l'année                                 | Nommée   |
| 2007  | Country Music Association Awards                      | Horizon Award                                                            | Nommée   |
| 2007  | American Society of Composers, Authors and Publishers | Songwriter award for Red High Heels                                      | Gagné    |